# Паравани (река)
Паравани (Топоравань-чай, Топораван-чай, груз. ფარავანი) — река на юге Грузии, правый приток Куры. Протекает по территории Ниноцминдского, Ахалкалакского и Аспиндзского муниципалитетов края Самцхе-Джавахети. Вытекает из одноимённого озера на высоте 2074 метров над уровнем моря, течёт на юг вдоль Самсарского хребта, впадает в озеро Сагамо, вытекает из него и течёт на северо-запад, севернее озера Ханчали и западнее вулкана Эштиа поворачивает на север, омывает с востока Ахалкалаки (прежде — крепость Ахалкалакского санджака Османской империи), а река Кырх-Булак (Гендерь-чай), приток Паравани — с запада. Реки Кырх-Булак и Паравани сливаются севернее Ахалкалаки. Далее река поворачивает на северо-запад, а затем на юго-запад и впадает в Куру, которая на этом участке течёт в глубоком каньоне. На скале при устье реки Паравани расположена крепость Хертвиси (прежде — Хертвиского санджака Ахалцихской провинции).
Средний годовой сток реки Паравани достигает 18 м³/с. Начиная от Ахалхалаки река Паравани имеет большое падение, образуя глубокий каньон.

## Паварани ГЭС
В рамках ГОЭЛРО проектировалась Параванская гидроэлектростанция (ГЭС).
Паварани ГЭС построена с участием турецкой фирмы «Нурол».
11 октября 2014 года введена в строй Параванская гидроэлектростанция (ГЭС) мощностью 87 МВт, строительство которой обошлось в 200 млн долларов США. Электроэнергия подается на подстанцию в Ахалцихе, которая является частью проекта 500-киловольтной сети электропередачи Чёрного моря.